# Liste der Kulturgüter in Bettwiesen
Die Liste der Kulturgüter in Bettwiesen enthält alle Objekte in der Gemeinde Bettwiesen im Kanton Thurgau, die gemäss der Haager Konvention zum Schutz von Kulturgut bei bewaffneten Konflikten, dem Bundesgesetz vom 20. Juni 2014 über den Schutz der Kulturgüter bei bewaffneten Konflikten sowie der Verordnung vom 29. Oktober 2014 über den Schutz der Kulturgüter bei bewaffneten Konflikten unter Schutz stehen.
Objekte der Kategorien A und B sind vollständig in der Liste enthalten, Objekte der Kategorie C fehlen zurzeit (Stand: 1. Januar 2023).

## Kulturgüter
| Foto |                                                                        | Objekt                                      | Kat. | Typ | Standort                          | Beschreibung |
| ---- | ---------------------------------------------------------------------- | ------------------------------------------- | ---- | --- | --------------------------------- | ------------ |
| ja   | Datei hochladen · Wikidata zu Schloss Bettwiesen (Q4898673)            | Schloss Bettwiesen KGS-Nr.: 04934           | A    | G   | Schlossstrasse 719878 / 261798    |              |
| ja   | Datei hochladen · Wikidata zu Katholische Kirche St. Urban (Q29882570) | Katholische Kirche St. Urban KGS-Nr.: 13630 | B    | G   | Kirchstrasse 10.1 719654 / 261587 |              |